# Enzo Savarese
Enzo Savarese (Brescia, 3 gennaio 1953) è un politico italiano, ex Commissario dell'Autorità per le Garanzie nelle Comunicazioni.

## Biografia
Residente a Roma all'Olgiata, è laureato in Giurisprudenza all'università la Sapienza, specializzato in Business Administration alla New York University.
È stato dirigente e amministratore di varie aziende tra gli anni'80 e gli inizi degli anni '90.
Eletto deputato nella XII e XIII legislatura con Forza Italia e Alleanza Nazionale (1994-2001).
È stato inoltre membro della Delegazione Nato e Capogruppo in Commissione Trasporti e Telecomunicazioni della Camera.
È stato vicepresidente di Alitalia spa dal 2001 al 2005.
Commissario dell’Autorità per le Garanzie nelle Comunicazioni, (AGCOM) dal 2005 al 2012.
Dal 2014 al 2015 è Coordinatore per il Lazio di Altra Destra di Sveva Belviso.